# Tarakà
Tarakà (en rus: Тарака) és un poble del krai de Krasnoiarsk, a Rússia, que el 2014 tenia 183 habitants. Pertany al districte d'Ilanski.